# Konservatismus in den Vereinigten Staaten
Der Konservatismus in den Vereinigten Staaten ist eine politische und soziale Weltanschauung, welche im Allgemeinen die individuelle Freiheit im Rahmen der amerikanischen traditionellen Werte als das grundlegende Merkmal der Demokratie ansieht. Diese Perspektive steht im Gegensatz zu den modernen Liberalen, die in den USA meist einen höheren Wert auf Gleichheit und soziale Gerechtigkeit legen und die Notwendigkeit staatlicher Interventionen betonen, um diese Ziele zu erreichen. Es gibt Konservative heute vorwiegend in der Republikanischen Partei, aber auch in der Demokratischen Partei.

## Positionen
Der amerikanische Konservatismus ist durch eine Reihe von heterogenen Einstellungen gekennzeichnet: Respekt vor amerikanischen Traditionen, Republikanismus, Individualismus, Machtbegrenzung, Unterstützung christlicher Werte, moralischer Universalismus, Eintreten für Marktwirtschaft (Pro-Business); weiter können dazu gehören Dezentralismus, Opposition gegen Gewerkschaften, Eintreten für starke nationale Verteidigung, Freihandel, Antikommunismus, Befürwortung des amerikanischen Exzeptionalismus und Verteidigung der westlichen Kultur vor den vermeintlichen Bedrohungen durch Kommunismus, Sozialismus und moralischen Relativismus. Nicht alle diese Einstellungen harmonieren miteinander (schwacher Staat vs. starker Staat, Freihandel vs. Protektionismus). Es waren grob drei Strömungen, die im 20. Jahrhundert im Konservatismus zusammenfanden: Libertäre (politisch und wirtschaftlich), an traditionellen Werten orientierte Christen, Antikommunisten. Hinzu ist der Neokonservatismus gekommen, der eine vorwiegend intellektuelle Strömung (neocons) seit den 1980er Jahren geworden ist. Ihm entgegen trat der Paläokonservatismus, der an die ältere Zeit der 1930er Jahre anknüpft und sich seit der Jahrtausendwende für einen Protektionismus und eine defensivere Außenpolitik mit geringeren Kosten eintritt. Präsident Trump verfolgte dies teilweise.

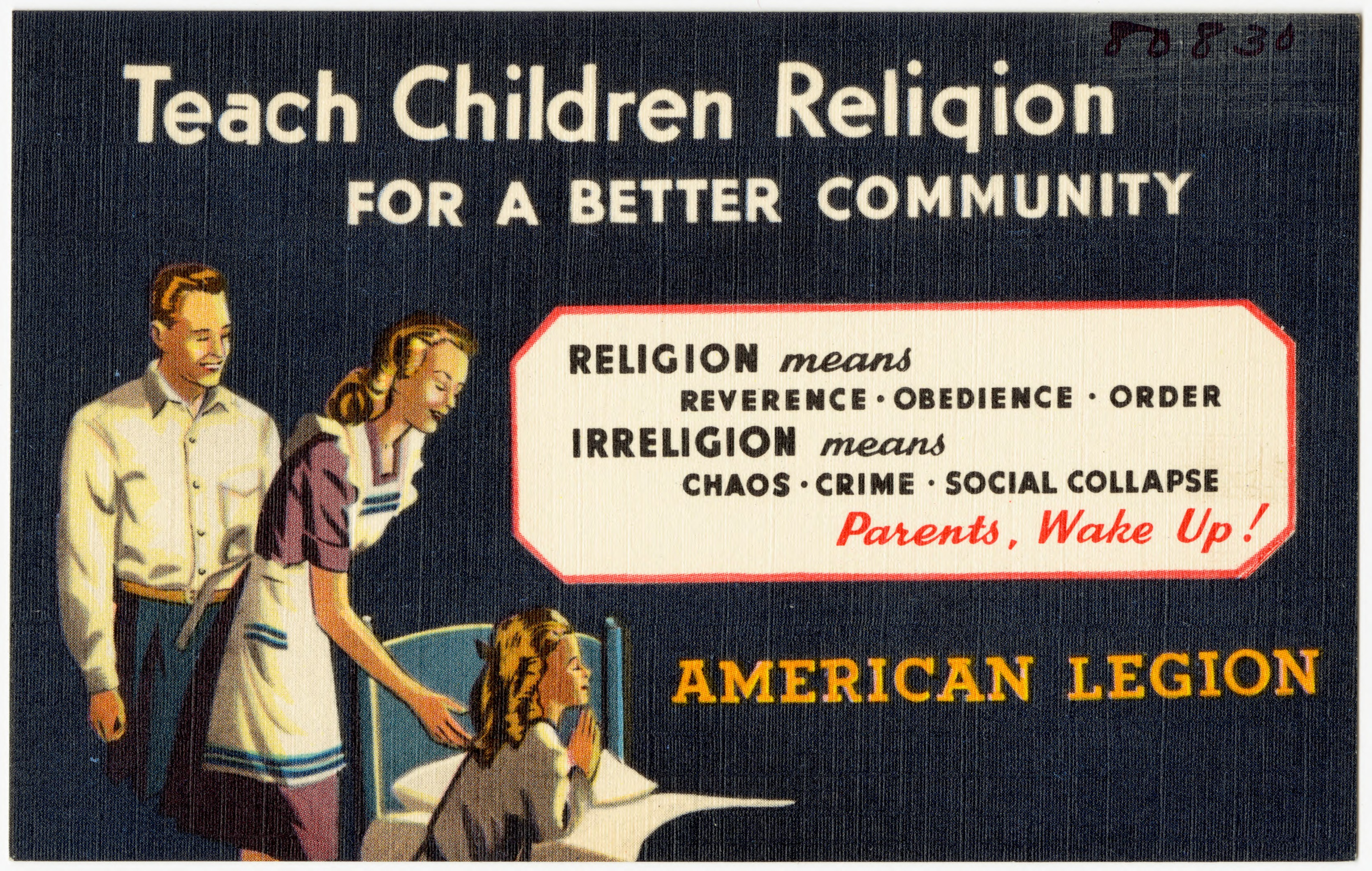
Postkarte der American Legion aus den 1930er Jahren

Amerikanische Konservative befürworten eine Begrenzung der Zuständigkeit der Regierung und ein Gleichgewicht zwischen der nationalen Regierung, der Justiz und den Rechten der Bundesstaaten. Sie neigen gleichzeitig dazu, in den Bereichen starke Maßnahmen zu bevorzugen, von denen sie glauben, dass sie in der legitimen Zuständigkeit der Regierung liegen, insbesondere in der nationalen Verteidigung und Strafverfolgung. Sie setzen sich oft für die Todesstrafe, gegen die Abtreibung und Sterbehilfe, für das christliche Gebet an öffentlichen Schulen und die staatliche Finanzierung von privaten christlichen Schulen ein.

## Organisationen
Gesellschaftliche Unterstützung kommt von einer Reihe von Organisationen: Veteranenverbände wie die Amerikanische Legion seit den 1920er Jahren, fundamentalistische Kirchen in der Christliche Rechten sowie zahlreiche akademische Think Tanks, die je nach Stifter und Sponsoren diverse konservative Ziele verfolgen, so die libertären Stiftungen Mises Institute, Ayn Rand Institute, Cato Institute. Das Family Research Council vertritt sozialkonservative Positionen in der Familien- und Sexualpolitik.
Konservative Think Tanks spielen auch seit den frühen 1990er Jahren eine sehr wichtige Rolle bei der organisierten Klimawandelleugnung und der Produktion und Verbreitung von Falschinformationen zur menschengemachten globalen Erwärmung. Auch wenn diese Think Tanks Organisationen sind, die eine klare politische Agenda verfolgen, stellen sie sich selbst als (alternative) wissenschaftliche Organisationen dar und ihre Mitglieder und Sprecher als neutrale und unvoreingenommene Experten. Sie verbreiten große Mengen an Publikationen mit Informationsmaterial für Klimaleugner und verfügen direkt oder über ihre Mitglieder und angeschlossenen Sprecher über große Glaubwürdigkeit in den Medien und in politischen Kreisen. Die Klimawandelleugnung wird dabei sowohl von großen, thematisch breiter aufgestellten Think Tanks wie unter anderem der Heritage Foundation, der Hoover Institution oder dem Competitive Enterprise Institute betrieben als auch von kleineren Organisationen, die sich dezidiert auf das Thema Klimawandel spezialisiert haben wie z. B. das Heartland Institute oder das George C. Marshall Institute.
Weitere Think Tanks sind:
- American Enterprise Institute (Neokonservative)
- Center for the National Interest (Gründung durch R. Nixon, Herausgabe der Zeitschrift National Interest).
- Discovery Institute (fördert Intelligent Design)
- Hoover Institution (Präsidentin Condoleezza Rice)
- Hudson Institute (gegründet durch Herman Kahn)
- Intercollegiate Studies Institute (fördert konservative Bildungspolitik)
- Project for the New American Century (Neokonservative, Robert Kagan)
- Ripon Society (eng bei der Republikanischen Partei)

## Geschichte

### Anfänge seit 1776
Wie die meisten amerikanischen politischen Weltanschauungen stammt der Konservatismus aus dem Republikanismus, der die aristokratische und monarchische Regierung ablehnte und die Grundsätze der Unabhängigkeitserklärung der Vereinigten Staaten bestätigte („… that all men are created equal, that they are endowed by their Creator with certain unalienable Rights, that among these are Life, Liberty and the Pursuit of Happiness“). Die konservative Philosophie leitet sich zum Teil auch aus der klassischen liberalen Tradition des 18. und 19. Jahrhunderts ab, das sich für die Laissez-Faire-Ökonomie einsetzte.
Historiker wie Patrick Allitt und politische Theoretiker wie Russell Kirk stellen fest, konservative Prinzipien hätten bereits seit 1776 eine wichtige Rolle in der amerikanischen Politik und Kultur gespielt. Als konservative Gründungsväter sieht der Historiker Peter Viereck vor allem Alexander Hamilton, John Adams und ihre Federalist Party, die eine „natural aristocracy“ angestrebt hätten, „based on property, education, family status, and sense of ethical responsibility. ... Their motive was liberty itself.“ Auch die lebenslang amtierenden Richter am Supreme Court wie John Marshall und Joseph Story verteidigten die Eigentumsrechte aus naturrechtlicher Sicht. Doch gab es keine Conservative Party wie die britischen Tories.
Im 19. Jahrhundert zeigten sich zwei innenpolitische Herausforderungen, die populistische Jacksonian Democracy ab 1829 und die Sklaverei in den Vereinigten Staaten, die vorwiegend die Südstaaten prägte. Der egalitäre Antizentralismus und die antikapitalistische Ablehnung wirtschaftlichem Wandels bei Andrew Jackson und seiner neuen Demokratischen Partei wiesen dabei konservative Züge auf, doch die Ausdehnung des Wahlrechts auf alle weißen Männer ab 21 Jahren auch ohne Grundbesitz war das Gegenteil davon. Der Abolitionismus erfasste vor allem die Nordstaaten und führte zur Gründung der Republikaner unter Abraham Lincoln. Nach dem Sezessionskrieg wurden die Südstaaten gezwungen, die Sklaverei aufzugeben. In der Ära der Reconstruction mussten sie sich anpassen, entwickelten aber eine eigene widerspenstige politische Kultur, die im Süden bei der Demokratischen Partei (Bourbon-Demokraten) angesiedelt war und zumindest die Rassentrennung aufrechterhielt (Jim-Crow-Gesetze 1876). Der einzige demokratische Präsident im Gilded Age, Steven G. Cleveland, glaubte an Selbstregulierung der Gesellschaft und die Dezentralisierung. Im Norden dagegen integrierten die Demokraten zunehmend die auf soziale Reformen orientierte Arbeiterbewegung, sodass hier die Konservativen eher Republikaner waren, die aber 1901 mit Theodore Roosevelt einen Reformer und Interventionisten an die Spitze stellten. Insofern wiesen beide großen Parteien je zwei konträre Flügel auf.
In der Außenpolitik waren sowohl die gegen Europa gerichtete Monroe-Doktrin 1823, der Eintritt in den Imperialismus mit der Koloniennahme 1898 nach dem Amerikanisch-Spanischen Krieg als auch der Eintritt in den Ersten Weltkrieg 1917 mit der Wehrpflicht und dem globalen Engagement (Präsident Wilson „to make the world safe for democracy“) Streitfragen zwischen den Lagern.
- Mit der Monroe-Doktrin wurde Kurs auf eine weitere Expansion im Süden und Westen bis zum Pazifik auf Kosten der alten Kolonialmächte Spanien und Großbritannien  genommen, einvernehmlich zwischen den Lagern, dem Präsidenten Monroe einerseits und andererseits seinem Außenminister und Nachfolger John Quincy Adams von den aufgelösten Federalists. Gegner dieser antibritischen Politik waren aber die konservativen Südstaatler wegen ihrer besonderen Handelsinteressen. Ihr Führer war John C. Calhoun aus South Carolina (A Disquisition on Government), der später energisch die Sklavenhaltung verteidigte.

- Der Übergang von der im antikolonialistischen Freiheitskampf entstandenen Nation zur Kolonialmacht in Kuba und den Philippinen sowie zur Annexion von Hawaii geschah zwar im Konsers der industriellen Power Elite in Washington, doch regte sich dagegen hartnäckiger Widerspruch in beiden politischen Lagern.[18] Eine neue Anti-Imperialist-League bekämpfte die koloniale Wende, dazu gehörten die konservativen Demokraten Expräsident Cleveland und John G. Carlisle. Der Senator von Louisiana Donelson Caffery fürchtete den billigen Zuckerimport als Konkurrenz. Der republikanische Kongressabgeordnete Henry U. Johnson stimmte als einer von sechs gegen die Kriegserklärung an Spanien. Den pro-imperialistischen Panamerikanismus gab es allerdings auch im konservativen Spektrum.
- Die allgemeine Wehrpflicht (1917) im Ersten Weltkrieg widersprach libertären und antizentralistischen Prinzipien, die aktive Einmischung in Europa und in Asien nach 1917 dem Grundsatz aus der Farewell Address Präsident Washingtons von 1796, „permanent alliances“ (dauerhafte Bündnisse) zu vermeiden, bzw. aus der First Inaugural Address Thomas Jeffersons 1801, „entangling alliances with none“ (verwickelnde Bündnisse mit keinem) einzugehen. Der Isolationismus hatte nach dem Verzicht auf den Eintritt in den Völkerbund 1920 zahlreiche konservative Fürsprecher, die sich unter Präsident Harding sammelten. Seinen Erdrutschsieg 1920 verdankte er auch den erstmals mitwählenden Frauen, die sich vom Slogan back to normalcy angezogen fühlten. Doch für das ihn unterstützende Big Business (Henry Ford) gehörte dazu jedoch nicht der Rückzug von den durch den Freihandel geöffneten Weltmärkten.

In den 1920er Jahren dominierten die Republikaner mit einer Laissez-faire-Wirtschaftspolitik. Soziale Absicherung sollte privat betrieben werden, um so die staatlichen Ausgaben auf ein Minimum begrenzen zu können. Weite Teile der Bevölkerung unterstützten diesen Kurs.
Konservative Republikaner und Südstaatendemokraten bildeten 1937 zusammen ein konservatives informelles Bündnis des Kongresses, die Konservative Koalition, die mindestens bis 1960 eine wichtige gesetzgeberische Rolle spielte. Dabei zunächst spielte das Unbehagen an Roosevelts interventionistischer Politik des New Deal eine Rolle. Konkreter Anlass war Roosevelts Vorschlag, für den Supreme Court sieben neue demokratisch-liberale Richter zu ernennen.

### Nachkriegszeit ab 1945
Roosevelts Nachfolger Harry S. Truman (1945–1953) hatte wiederum die Konservative Koalition gegen sich. 1946 verloren die Demokraten ihre Mehrheit an die Republikaner, die Trumans Vorschläge zur Ausweitung des Sozialstaates und der Gewerkschaftsrechte blockierten. Die meisten Südstaatendemokraten misstrauten dem Präsidenten. Als dieser 1948 per Erlass die Rassentrennung in den Streitkräften aufhob, weckte es den offenen Widerstand des konservativen Parteiflügels aus den Südstaaten. Dieser Flügel stellte für die Präsidentschaftswahl 1948 einen eignen Kandidaten, Strom Thurmond, auf, doch gewann Truman am Ende die Wahlen. Unter dem republikanischen Nachfolger Eisenhower wurde der Civil Rights Act of 1957 verabschiedet, allerdings auf Einfluss der Südstaatler so weit abgeschwächt, dass er wenig erreichte. Aus Protest gegen den Präsidenten und den Supreme Court, der die Rassentrennung in Schulen aufgehoben hatte, unterzeichneten fast alle Demokraten aus den Südstaaten das Southern Manifesto, mit dem die Rassenpolitik als zentralistischer Eingriff in die Rechte der Einzelstaaten kritisiert wurde.
Eine organisierte konservative Bewegung mit Überzeugungen, die sich von denen anderer amerikanischer politischer Parteien unterscheiden, ist erst in den 1950er Jahren in den Vereinigten Staaten aufgekommen. Ihr Zentrum war die Zeitschrift National Review um William Buckley. Benannt nach dem Heimatort von W. Buckley, drückte das Sharon Statement 1960 mit 400 Wörtern den Kern konservativen Denkens und des Fusionismus von Frank Meyer aus, der die verschiedenen und lange auseinander strebenden Strömungen vereinte: Individuelle Freiheit, Gottesbezug, politische und wirtschaftliche Freiheit, beschränkte Regierungsmacht, Marktwirtschaft, Niederwerfung des Kommunismus. Es gilt als Gründungsdokument des modernen Konservatismus in den USA:
- Individual freedom and the right of governing originate with God – Individuelle Freiheit und das Recht zu regieren stammen von Gott.
- Political freedom is impossible without economic freedom – Politische Freiheit ist unmöglich ohne ökonomische Freiheit.
- Limited government and strict interpretation of the Constitution is crucial – Begrenzte Regierungsherrschaft und strikte Auslegung der Verfassung ist entscheidend.
- The free market system is preferable over all others – Das System des freien Marktes ist allen anderen vorzuziehen.
- Communism must be defeated, not contained – Der Kommunismus muss geschlagen, nicht eingegrenzt werden.

Die als Anti-Sklaverei-Bewegung gegründete Republikanische Partei verfolgte seit den 1950er Jahren eine konservative Politik gegen die Demokraten. In den 1960er Jahren vertrat der libertäre Senator Barry Goldwater das Misstrauen gegen die großen Sozialprogramme (Great Society) von Kennedy und Johnson. Als die Demokraten nach 1968 die Ergebnisse der kulturellen Revolution und Normenauflösung in der Jugend zunehmend akzeptierten, ihr Antikommunismus nachließ und die ethnischen Minderheiten und lateinamerikanische Immigranten ihre Rechte einforderten, entstand dagegen eine Gegenströmung in den agrarisch orientierten Staaten und bei der weißen gut bezahlten Arbeiterschaft, deren traditionelle Industriearbeitsplätze (Kohle und Stahl) infolge der Industriekrise bedroht wurden. Bei den Middle American Radicals (MARS) wuchs die Entfremdung von den Demokraten. Enttäuschte Linke wie der Soziologe Irving Kristol forderten einen effizienteren Umgang mit den Finanzen, er gründete 1985 die Zeitschrift The National Interest. Hinzu trat der Eindruck verlorener außenpolitischer und militärischer Stärke. Der überwältigende Wahlerfolg Ronald Reagans 1980 stand für einen konservativen Triumph, der bis 1992 andauerte. Doch gab es trotz Einschränkungen keinen sozialpolitischen Kahlschlag, wirtschaftspolitisch setzte Reagonomics auf Steuersenkungen für die Ober- und Mittelschicht, das Haushaltsdefizit stieg auch deshalb in die Höhe, die Staatsverschuldung stieg in den 1980er Jahren von 30 % auf 50 % des BSP.
Durch die immense und kostspielige Aufrüstung wurde der Kalte Krieg schließlich gewonnen. Danach fehlte das kommunistische Feindbild, die Konservativen zersplitterten sich in Fraktionen: Immer stärker wurden die evangelikalen Fundamentalisten, dann entstand eine Abwehr gegen den Islamfaschismus besonders nach den Terroranschlägen am 11. September 2001. Stets wichtiger wurde auch der private Waffenbesitz, den die Konservativen aus der im zweiten Zusatzartikel zur Verfassung zugesicherten Freiheit ableiten, sowie die Anti-Abtreibungs-Bewegung. Die offenkundigen Mängel im öffentlichen Bildungssystem sollen durch Privatisierung gelöst werden, etwa durch das School-Choice-Programm. Die Tea-Party-Bewegung entstand vor allem gegen die Sozialpolitik (Obamacare) der Obama-Regierung; ihr Haupt, die Gouverneurin Sarah Palin, konnte sich aber 2022 (zweimal) nicht in Alaska für den Kongress durchsetzen. Der Trumpismus ist der jüngste Zweig konservativen Denkens in den USA. Trumps Populismus und Anti-Elitismus zogen dabei einerseits neue Wähler an, stellte aber viele republikanische Traditionen im innerparteilichen Umgang miteinander infrage. Der Sturm auf das Kapitol 2021 verstieß gegen alle Tradition.

## Literarischer Konservatismus
Verschiedene Autoren drückten im 19. und frühem 20. Jahrhundert das konservative Lebensgefühl in ihren Werken aus. Es geht oft um herausragende Individuen, gegen die Vermassung oder Verflachung in der Bildung, den technischen Fortschritt oder die schöne Erinnerung an das Lebensgefühl im agrarischen Süden.
- James Fenimore Cooper: The American Democrat (1838). Gegen die Massen steht der vornehme Gentleman.
- Nathaniel Hawthorne: The Blithedale Romance. Gegen Weltverbesserungsideen steht die Sündhaftigkeit des Menschen.
- Herman Melville: Werke. Kritik an der demokratischen Gleichmacherei und Vermassung in der Großstadt.
- Francis Lieber: On Civil Liberty and Self-Government (1853). Berater des preußischen Königs.
- George Fitzhugh: Cannibals All!, or Slaves Without Masters (1857). Für die Sklaverei der Südstaaten.
- Orestes Brownson: The Convert (1857). Anerkennung der Autorität der katholischen Kirche.
- Henry Adams: Democracy (1880). Gegen das korrupte Washington.
- Irving Babbitt: Democracy and Leadership (1924), Literature and the Democratic Culture (The Library of Conservative Thought, gesammelte Aufsätze 1993). Bildungsbewegung des New Humanism.
- George Santayana: The Last Puritan (1935). Gegen den Fortschrittsglauben und Perfektionismus.
- Southern Agrarians: (Gruppe von zwölf Autoren, darunter der führende John Crowe Ransom, Lyle H. Lanier, Allen Tate, Robert Penn Warren u. a. m.) Manifest I'll Take My Stand: The South and the Agrarian Tradition (1930). Alle waren mit der Vanderbilt University in Nashville in Tennessee verbunden und wollten gegen die Modernität, den Urbanismus und Industrialismus die agrarischen Werte des untergegangenen Südens setzen. Im zeitlichen Kontext stand die parallele Aufwertung der Literatur des Südens (Southern Renaissance) durch unterschiedliche Autoren wie William Faulkner, Thomas Wolfe, Margaret Mitchell, Katherine Anne Porter, Tennessee Williams.